# Low Bandwidth X
En computación, LBX (Low Bandwidth X) fue un protocolo para usar el sistema de ventanas X Window System sobre conexiones de red con un ancho de banda bajo y alta latencia. Fue introducido en la versión X11R6.3, pero nunca ha tenido un uso extendido.
X fue originalmente implementado para ser usado con un modelo cliente y servidor en la misma máquina o en la misma red LAN. En 1996, al volverse Internet popular, las conexiones lentas comenzaron a convertirse en un problema.
LBX corre como un servidor proxy (libxproxy). Este mantiene un caché de la información usada comúnmente (iniciación de la conexión, propiedades de ventana, tamaño de las fuentes, mapa de caracteres, entre otros) y comprime los datos transmitidos.
LBX nunca fue ampliamente implementado ya que no brinda mejoras de velocidad considerables. LBX fue deshabilitado de la configuración por defecto en la versión 7.1 del servidor X.Org y fue removido completamente de la versión 7.2.